# Peter Klaunzer
Peter Klaunzer (9 dicembre 1967) è un ex calciatore liechtensteinese, di ruolo centrocampista.

## Carriera

### Nazionale
Ha collezionato 17 presenze con la propria Nazionale.